# Triplophysa macromaculata
Triplophysa macromaculata är en fiskart som beskrevs av Yang, 1990. Triplophysa macromaculata ingår i släktet Triplophysa och familjen grönlingsfiskar. Inga underarter finns listade i Catalogue of Life.